# Ртутьлантан
Ртутьланта́н — неорганическое соединение, интерметаллид
лантана и ртути
с формулой LaHg,
кристаллы.

## Получение
- Сплавление стехиометрических количеств чистых веществ:

{\displaystyle {\mathsf {Hg+La\ {\xrightarrow {1078^{o}C}}\ LaHg}}}

## Физические свойства
Ртутьлантан образует кристаллы кубической сингонии, пространственная группа P m3m, параметры ячейки a = 0,3864 нм, Z = 1,
структура типа хлорида цезия CsCl
.
Соединение конгруэнтно плавится при температуре 1078 °C.